# Ян Муршак
Ян Муршак (словен. Jan Muršak; 20 січня 1988, м. Марибор, Югославія) — словенський хокеїст, правий нападник. Виступає за «Клагенфурт» у Австрійській хокейній лізі. 
Вихованець хокейної школи ХК «Марибор». Виступав за ХК «Марибор», «Сагіно Спіріт» (ОХЛ), «Гранд-Рапідс Гріффінс» (АХЛ), «Белевіль Буллз» (ОХЛ).
В чемпіонатах НХЛ — 46 матчів (2+2).
У складі національної збірної Словенії учасник чемпіонату світу 2010 (дивізіон I). У складі молодіжної збірної Словенії учасник чемпіонатів світу 2006 (дивізіон I), 2007 (дивізіон I) і 2008 (дивізіон I). У складі юніорської збірної Словенії учасник чемпіонатів світу 2005 (дивізіон I) і 2006 (дивізіон I).